# シュレースヴィヒ＝ホルシュタイン干潟国立公園
シュレースヴィヒ＝ホルシュタイン干潟国立公園（ドイツ語：Nationalpark Schleswig-Holsteinisches Wattenmeer）は、ドイツのシュレースヴィヒ＝ホルシュタイン州ワッデン海にある国立公園である。1985年7月22日に制定された国立公園法によって、1985年10月1日にシュレースヴィヒ＝ホルシュタイン州議会によって設立され、1999年に大幅に拡張された。ニーダーザクセン・ワッデン海国立公園、ハンブルク・ワッデン海国立公園、エルベ川河口の自然保護対象外区域とともに、ワッデン海のドイツ側を構成する。
国立公園は北はドイツとデンマークの国境から、南はエルベ川河口まで広がる。北フリジア諸島、ハリゲン諸島（アンディーク島）周辺の干潟が含まれる。この地域の干潟は幅が40kmに及ぶ箇所もあり、南方には特に大きな砂州のある干潟が広がってる。ワッデン海全体で見られる典型的な動植物に加え、シュレースヴィヒ＝ホルシュタイン地方では、特に多くのゼニガタアザラシ、ハイイロアザラシ、ネズミイルカ、ツクシガモ、アマモ属を見ることが出来る。
4410 km²の面積を持つこの公園は、ドイツで最も大きな国立公園である。その面積の約68%は常に水面下にあり、30%は定期的に乾く。陸地は主に塩沼から成る。1990年以来、北フリジア諸島・ハリゲン諸島を含むこの国立公園は、ユネスコの生物圏に指定されている。2009年6月26日、ドイツとオランダのワッデン海海域とともに、その独特な生態系からユネスコの世界遺産に登録された。また、北フリジア諸島と付近の海域は1990年にユネスコの生物圏保護区に指定され、1991年にラムサール条約登録地となった。